# Хелльбрунн

360° панорама замка

Хелльбрунн (нем. Schloss Hellbrunn)— летняя резиденция архиепископа Зальцбургского. Находится в 6 километрах к югу от Зальцбурга в Австрии. Построен в 1612—1615 годы архитекторами Сантино Солари и Донато Масканьи в стиле барокко для Князя-архиепископа Зальцбурга Маркуса Ситтикуса фон Хоэнемса.
Включает в себя: Дворец с парком и Механическим театром, Дворец Маунтшлосс, Каменный театр.

## История
В 1612 году у подножия горы Хелльбрунн по заказу Князь-архиепископа Зальцбурга Маркуса Зиттикуса фон Хоэнемса началось строительство загородной резиденции. Князь провёл свою юность в Италии, и заказал дворец в духе архитектуры позднего Возрождения, по образу и подобию лучших примеров таких сооружений в Венеции и Риме. Архитекторы Сантино Солари и Донато Масканьи сумели создать творение, воплощающее красоту традиций итальянского маньеризма. В 1615 году строительство дворца завершилось.
В 1615 году был построен охотничий дворец Маунтшлосс, а в 1617 году состоялось открытие Каменного театра и на нём была поставлена первая опера на немецком языке.
В 1730 году дворцовый парк был реконструирован по проекту инспектора императорских садов Франца Антона Данрайтера. В парк были привнесены множество декоративных элементов и нововведений в духе стиля рококо. В 1750 году в парке пополнился Механический театр.
В середине XIX века, Хелльбрунн принадлежал австрийскому императору. С 1924 года во дворце Маунтшлоссе располагается краеведческое отделение Музея Карла Августа в Зальцбурге.

## Архитектура

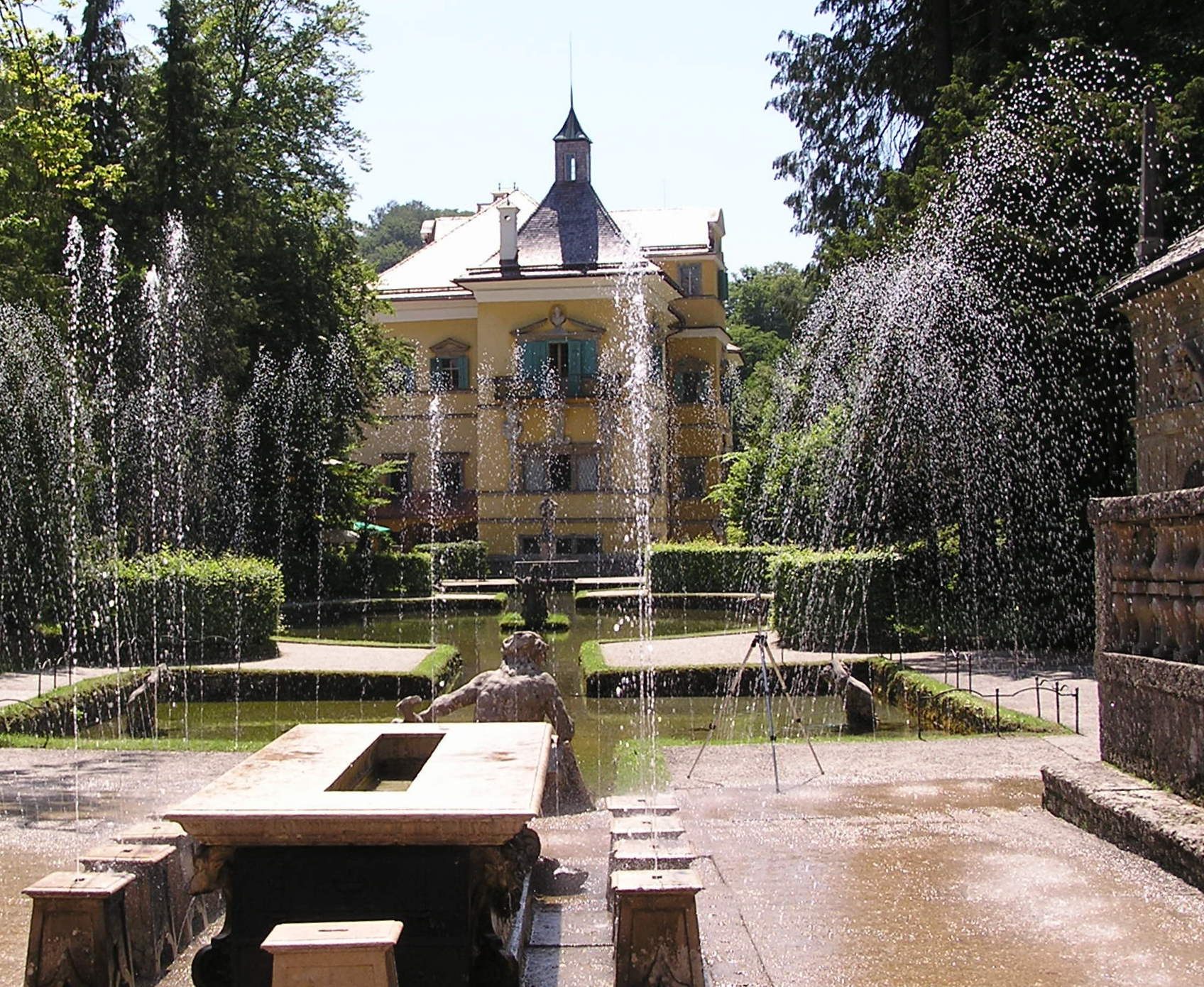
Дворец Хелльбрунн
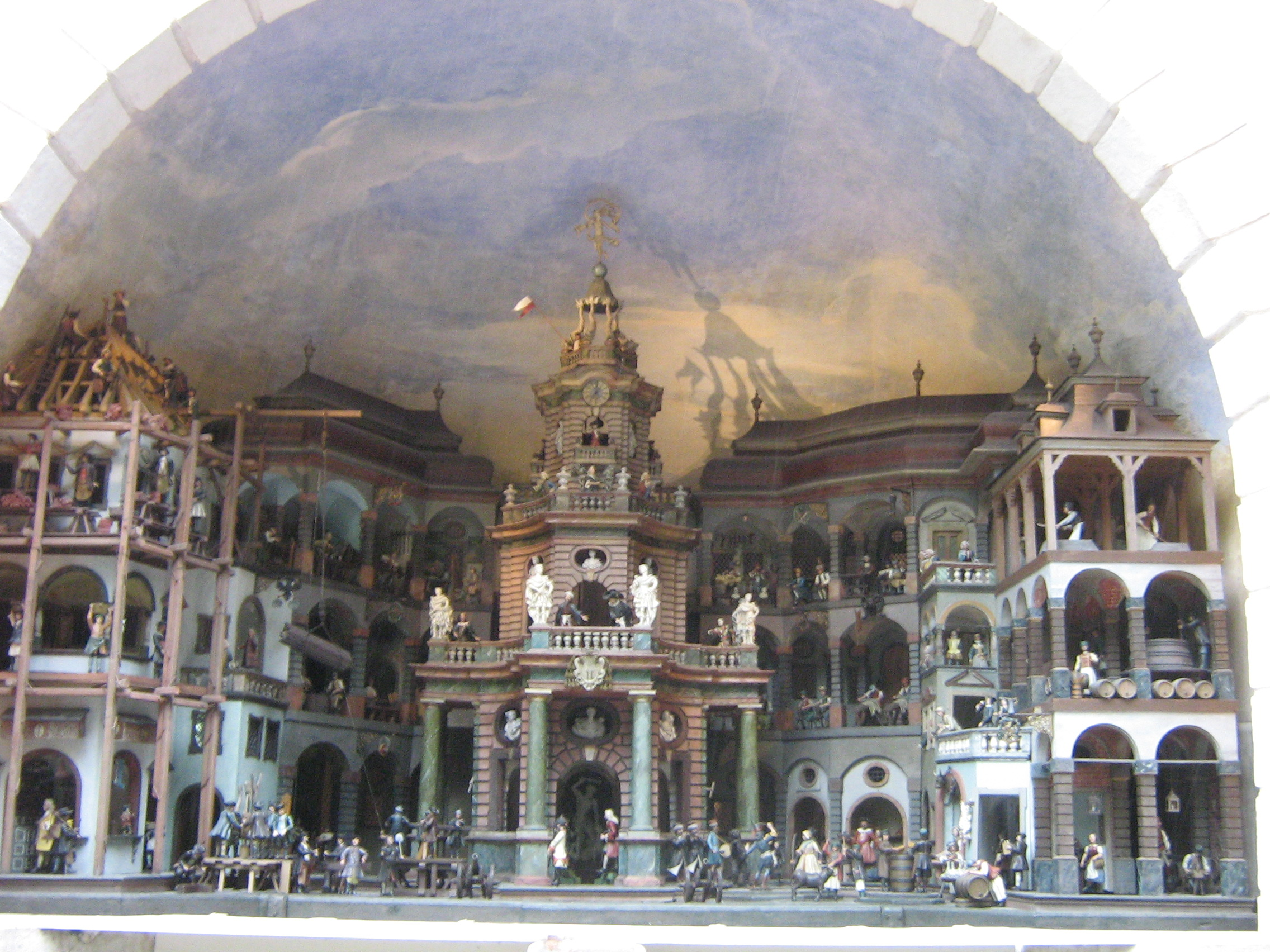
Механический театр
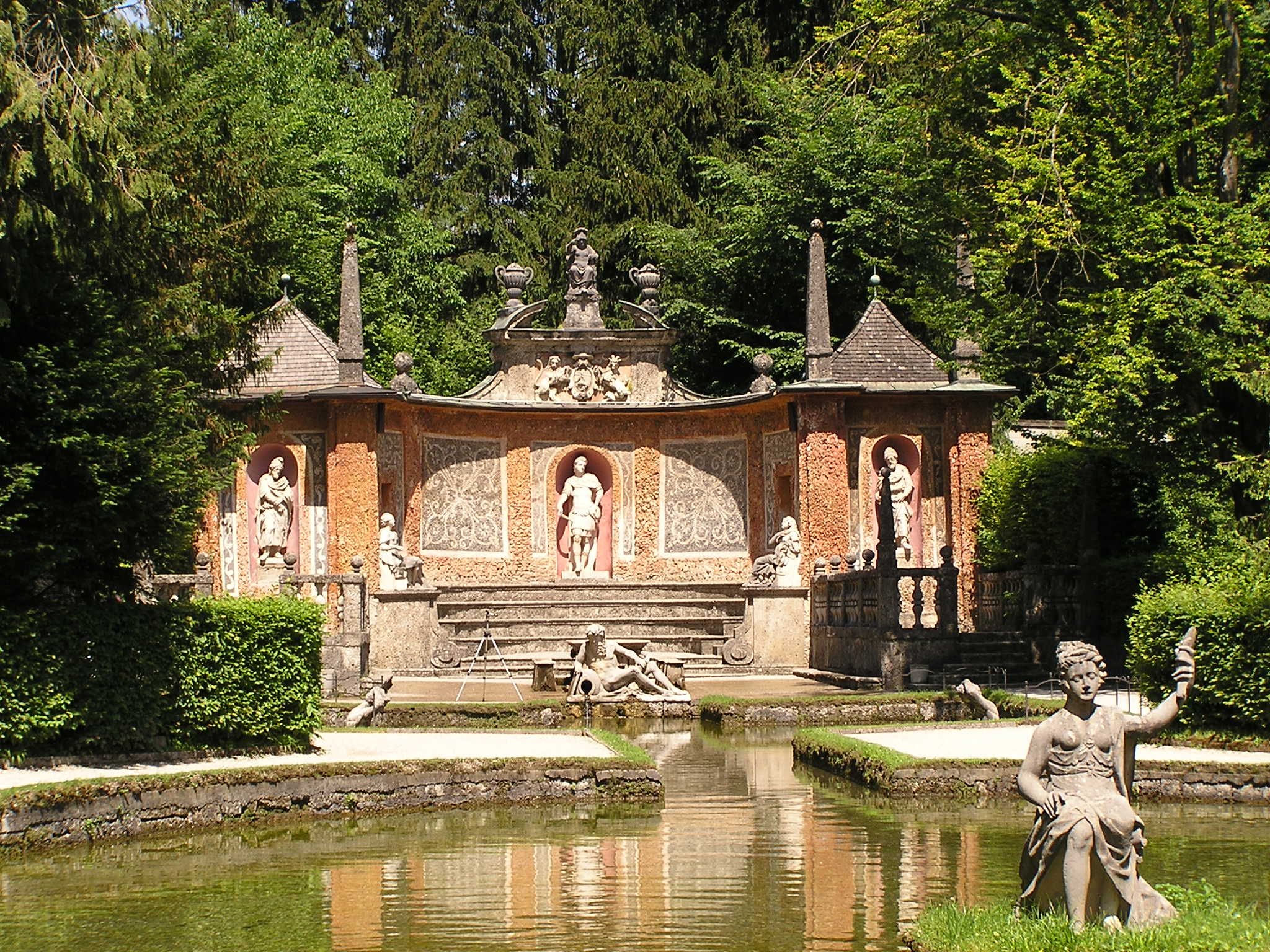
Амфитеатр
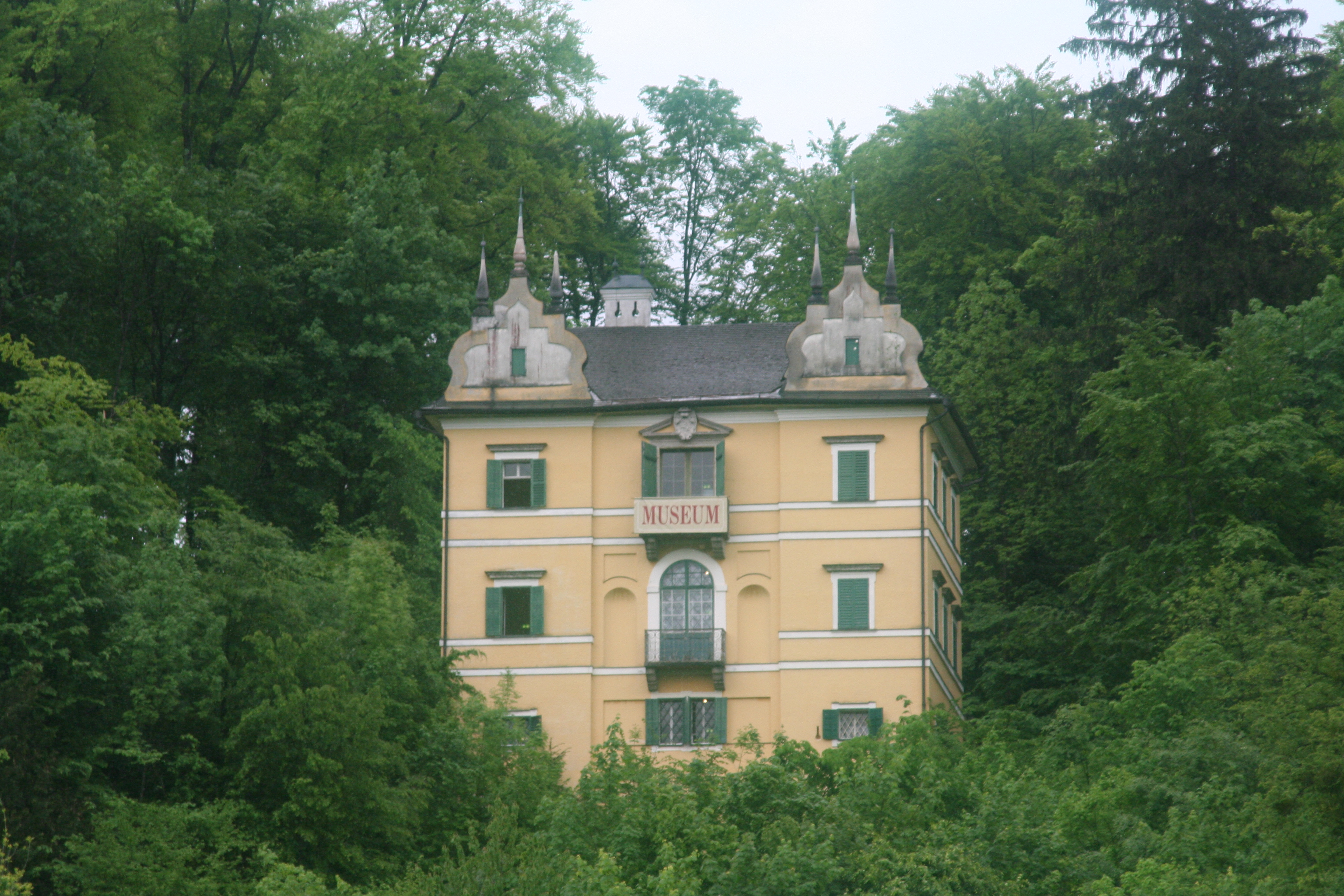
Дворец Маунтшлосс

### Дворец Хелльбрунн
Замок построен архитекторами Сантино Солари (он же ранее построил Кафедральный собор Зальцбурга) и Донато Масканьи в стиле барокко.
До наших дней дворец сохранился в первозданном виде, за исключением некоторых деталей интерьера. Например, мебель представляет собой смесь предметов XVII—XVIII веков, частично привезённых сюда из других мест. В большом зале для приёмов прекрасно сохранились настенные и потолочные фрески работы Арсенио Масканьи (подлинники XVII столетия). Роскошный восьмиугольный зал с куполом, прежде использовавшийся как музыкальная гостиная.

### Парк дворца
Парк на площади 60 га с прудами, скульптурными композициями, павильонами и фонтанами-шутихами. Бесчисленные источники стекают вниз, наполняя бассейны, каждый из которых представляет собой отдельную композицию. Заполненные статуями, большими и миниатюрными фонтанами, многофигурными группами и отдельными крошечными фигурками. Среди множества затей: неожиданно извергающиеся потоки воды, грот Нептуна с 1000-струйным фонтаном, а также грот Орфея и Эвридики с фигурами из красного мрамора, свинцовые деревья со свинцовыми поющими птицами, механический орган в саду, высеченный в скале Каменный театр и дворец Монатсшлезхен.

Гроты, фонтаны и скульптуры парка
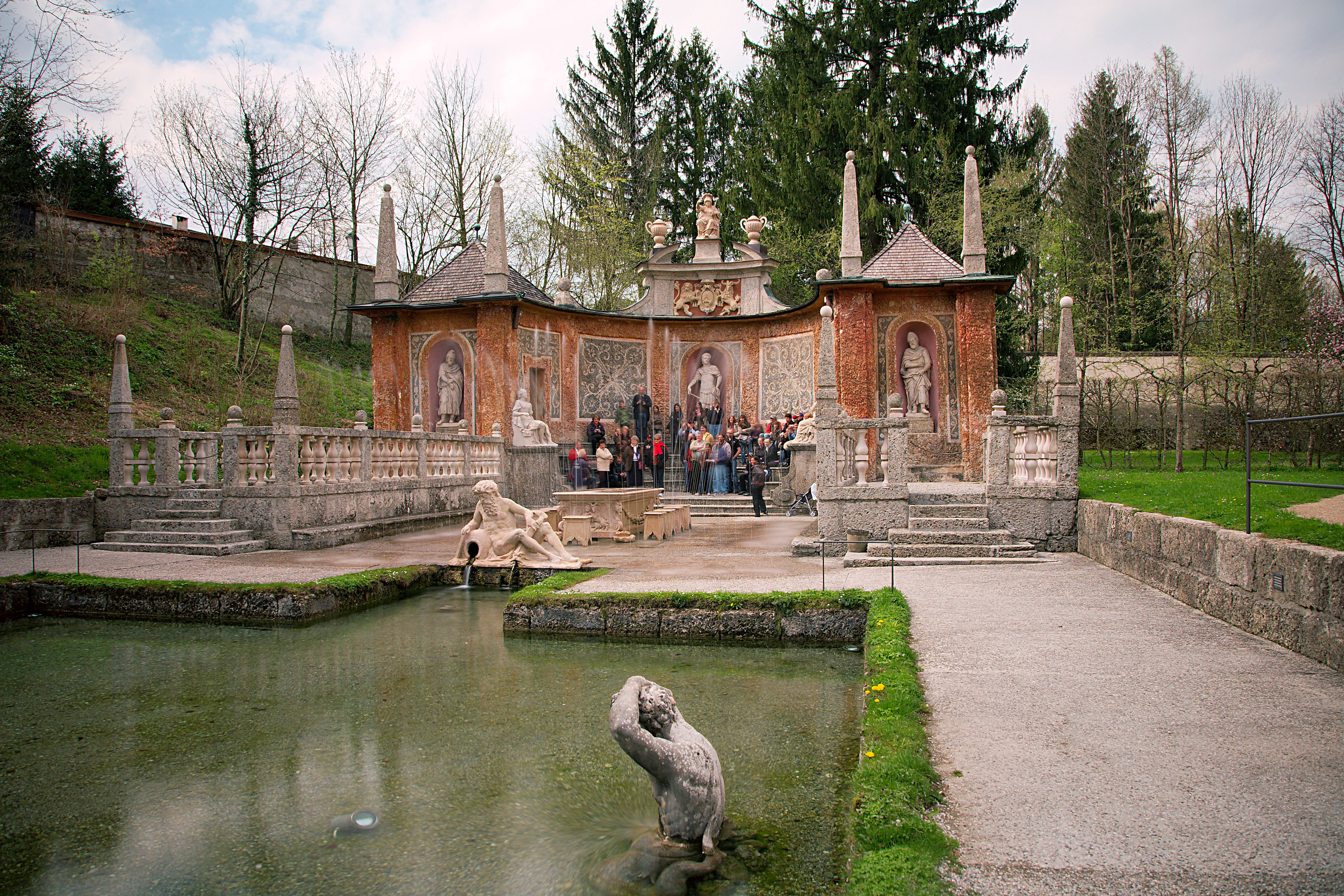
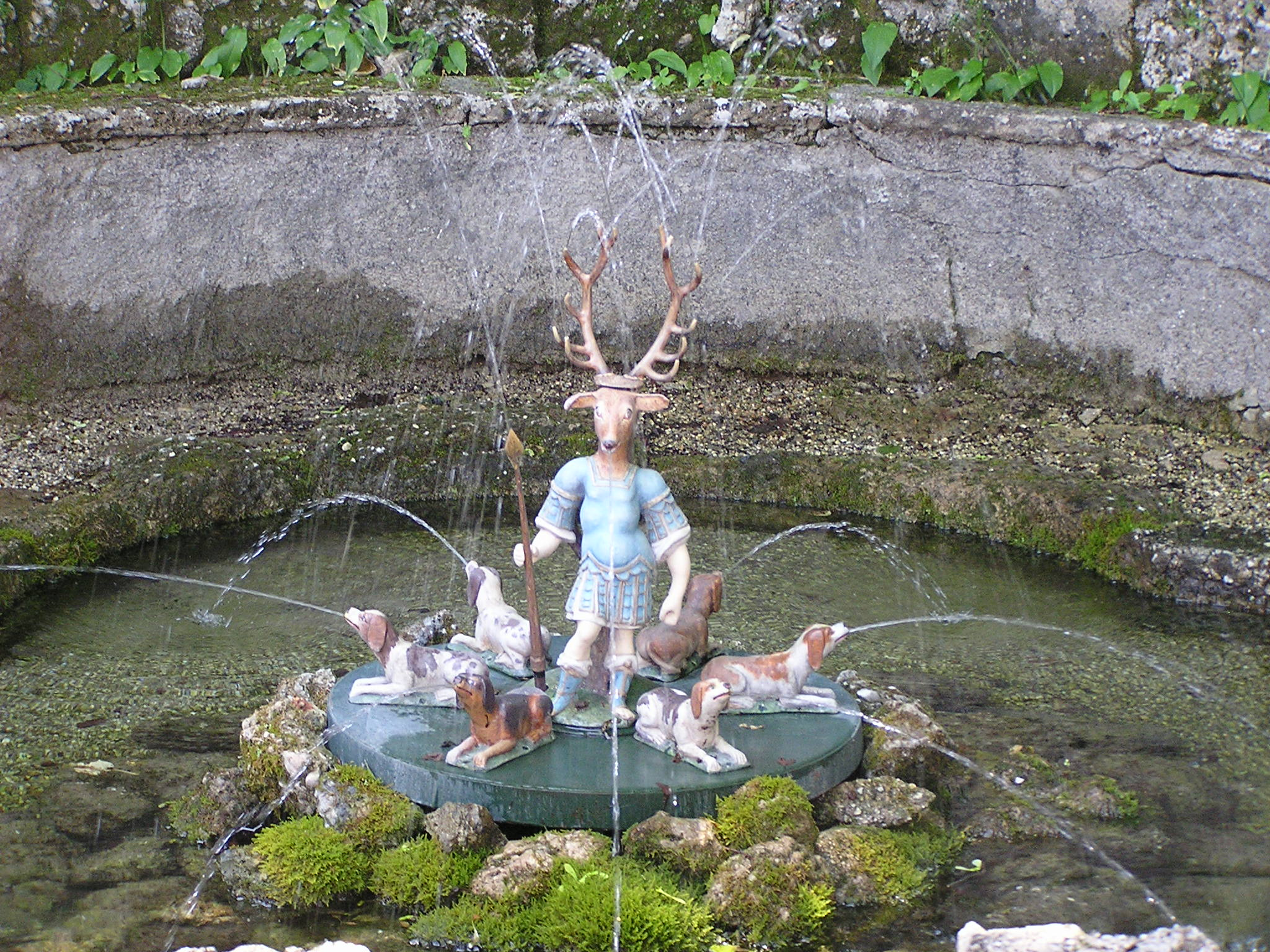
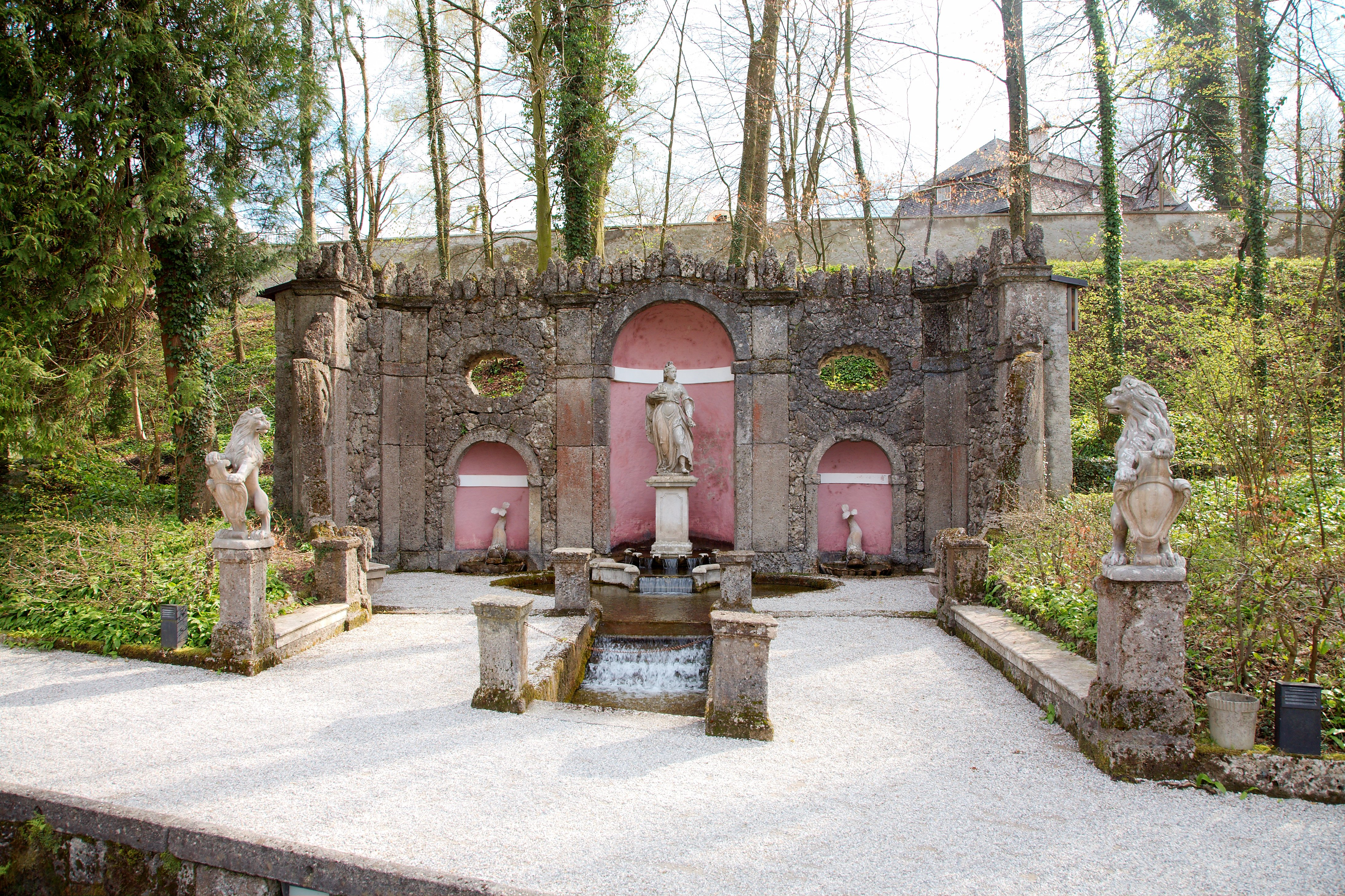
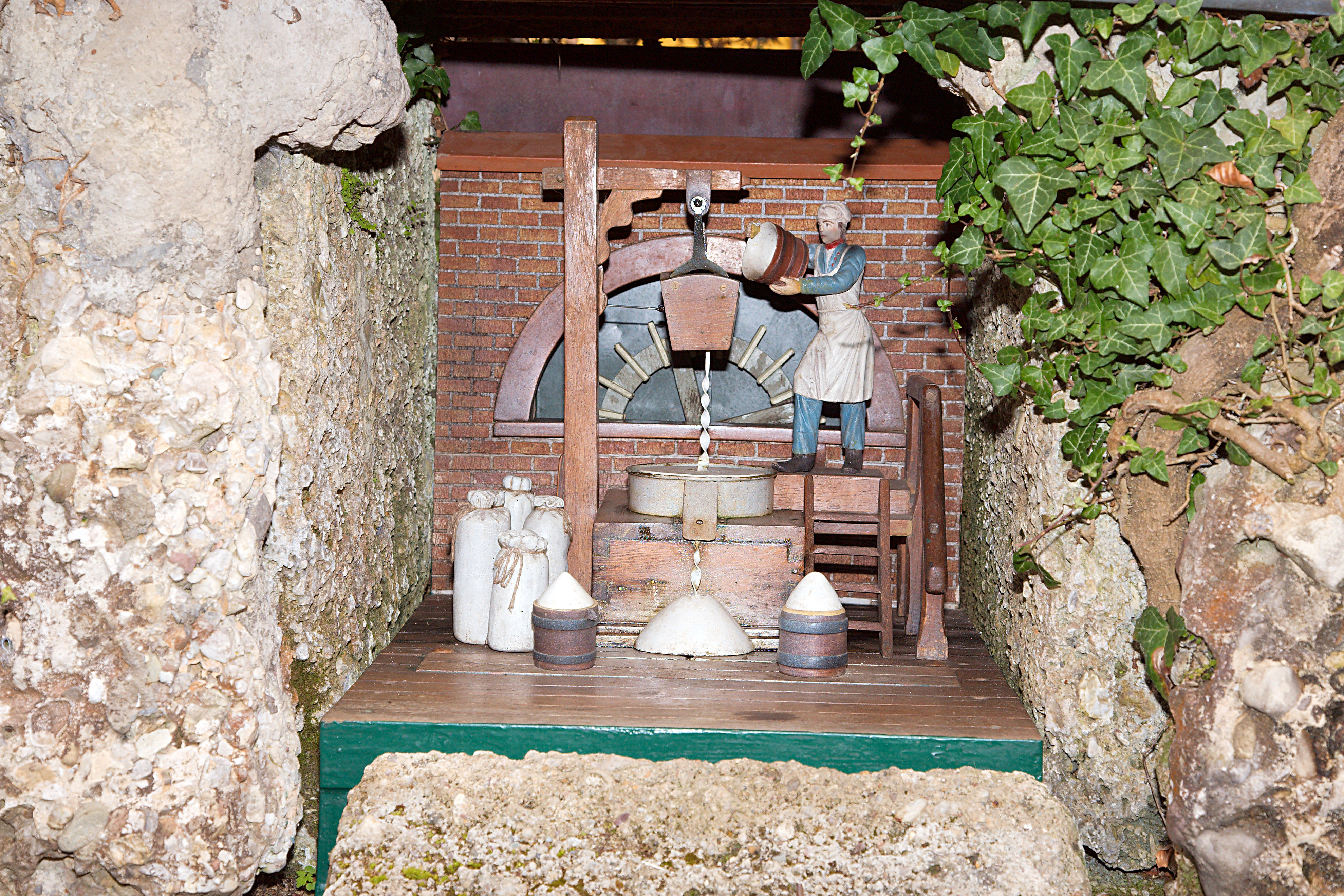

### Дворец Маунтшлосс
Охотничий замок Маунтшлосс (нем. Monatsschlössl — «Замок месяца») построен на склоне горы Хелльбрунн. Легенда гласит, что «гостивший у архиепископа баварский принц высказал мнение, что вид из окна на холм, где сегодня стоит Маунтшлосс, был бы куда живописнее, будь там небольшой замок — и через месяц, когда он вновь гостил в Зальцбурге, изумлённый принц увидел, что на том самом месте теперь действительно стоит небольшой дворец».
Во дворце располагается краеведческое отделение Музея Карла Августа в Зальцбурге. Здесь экспонируются предметы культуры и быта, образцы народных ремёсел и промыслов, экспозиции, посвящённые национальным костюмам региона и многое другое.

### Каменный театр
Театр — старейшая в Европе сцена под открытым небом, устроенная прямо в расщелине горы Хелльбрунн.

### Механический театр
Театр представляет собой каменный вертеп, в котором 256 деревянных фигур изображают бытовые сценки средневекового города под звуки водяного органа. У фигурок посредством гидравлического привода двигаются руки или ноги, или они просто вращаются на круглых подставочках, но очень тонко разработанные символы позволяют окунуться в атмосферу городка эпохи барокко. На сцене несколько трехэтажных зданий, в центре — городская ратуша. Здания вокруг ратуши «заселены» торговцами, мастерскими различных гильдий (которые легко узнаются по отличительным знакам, — это и булочник, и сапожник, мясник, портной), строители, достраивающие здание, солдаты и циркачи на базарной площади, танцующие с медведем.
И фигурки, и орган приводятся в движение силой воды.

## Мероприятия в замке
В августе в Замке проходит летний фестиваль. Кроме того, здесь регулярно проводятся различные культурные события, конгрессы, конференции и семинары международного масштаба.